# مجازات مرگ (فیلم ۲۰۰۷)
مجازات مرگ (به انگلیسی: Death Sentence) فیلم سینمایی در سبک درام، اکشن و جنایی محصول سال ۲۰۰۷ سینمای آمریکا به کارگردانی جیمز وان است. فیلمنامه این فیلم را یان مکنزی جفرز بر اساس رمان مجازات مرگ (۱۹۷۵) از برایان گارفیلد نوشته‌است.
یک مدیر آرام و خونسرد پسرش توسط یک گروه مورد ضرب و شتم قرار گرفته و کشته می‌شود، پس از آنکه قاتل بیگناه تشخیص داده می‌شود و از زندان آزاد می‌شود تصمیم می‌گیرد تمام کسانی که در این قضیه دست داشته‌اند را مجازات کند…